# Tri martolod
Singles de Alan Stivell
Brocéliande Pop Plinn
Tri martolod (Trois matelots en français) est une chanson traditionnelle bretonne, rendue célèbre par l'interprétation, l'arrangement et les enregistrements faits par Alan Stivell.
Il s’agit d'une ronde à trois pas que l'on rencontre sur toute la côte de Bretagne et plus particulièrement en Sud-Cornouaille. On peut également la danser en gavotte du Bas-Léon.
Les paroles commencent par l’histoire de trois jeunes marins et dérivent rapidement sur un dialogue amoureux.

## Histoire

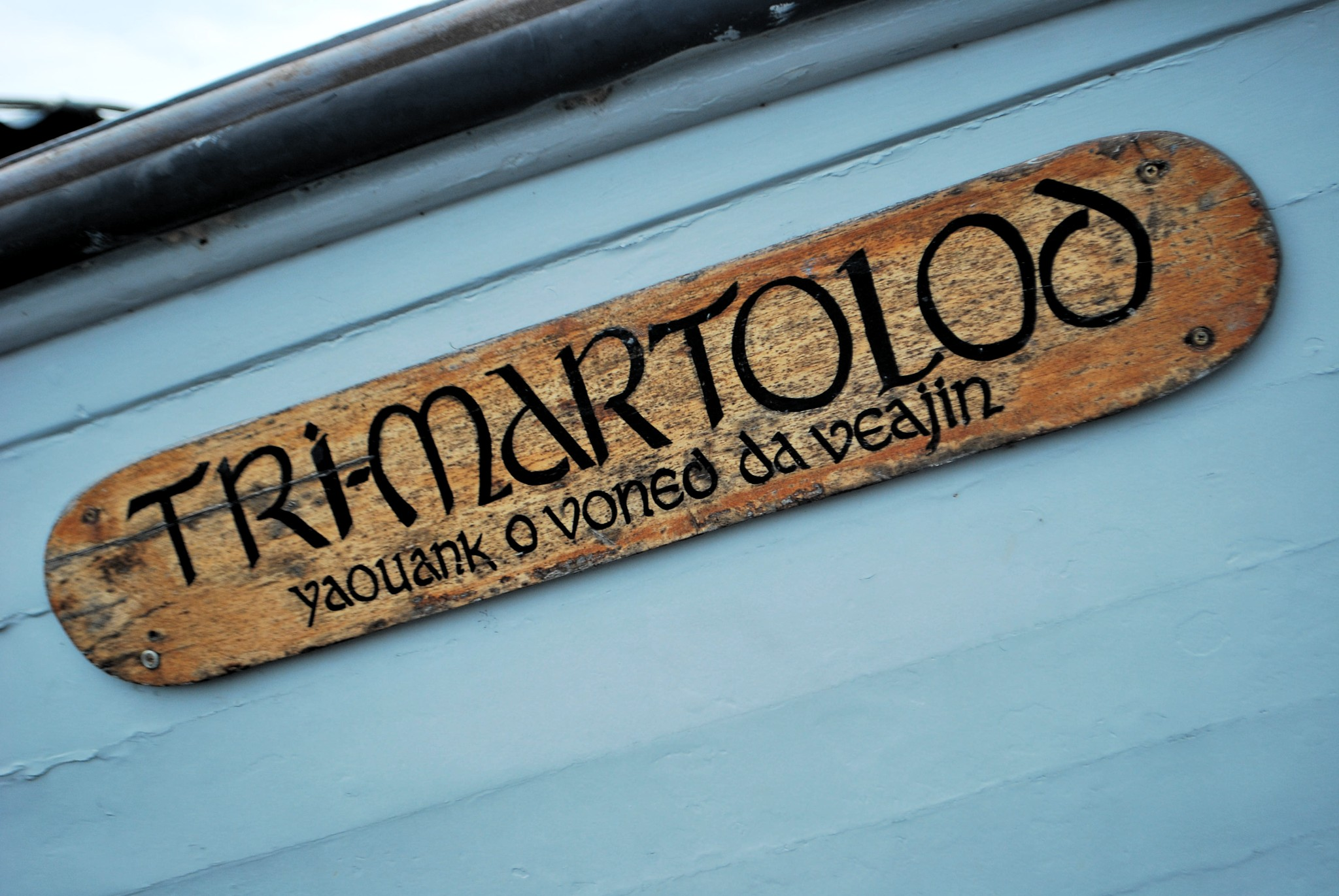
Extrait des paroles sur la coque d'un bateau à Roscoff.

Ce chant traditionnel est créé par un Breton marin-pêcheur (ou plusieurs), vers le XIXe siècle.
Dans son recueil d'airs pour cornemuses, Polig Monjarret recense la mélodie qu'il intitule Tri-ugent martolod (60 marins). Cette chanson apparaît dans divers recueils de chansons bretonnes : dès 1968 dans Sonioù Pobl (« les chants du peuple ») de Skol Vreizh puis, sous le titre "Tri Martolod", dans Kanomp uhel (« chantons haut ») édité par la Coop Breizh.
Alan Stivell découvre cette chanson dans des stages de culture bretonne à l'âge de 15 ans. Il en fait le premier arrangement folk rock entre 1966 et 1970, avec notamment une introduction à la harpe celtique cordée métal. Il crée une orchestration (harpe, violon, guitares, claviers, basse, batterie), une harmonisation et un arrangement (tempo, accords, suite harmonique...). Il interprète cette chanson à l'Olympia le 28 février 1972 lors d'un concert retransmis en direct sur Europe 1. Cependant, il l'avait ajouté à son set « pour avoir un nombre de titres suffisants ! » Aujourd'hui, il la chante à tous ses concerts, dans des versions qui diffèrent souvent avec les tournées. Dans la même période, il sort un single, avec une interprétation légèrement différente, qu'il reprendra en 1993 sur Again. Avec Pop Plinn et Suite Sudarmoricaine, c'est le titre qui a été le plus programmé en radio. Alan Stivell l'interpréta sur de nombreux plateaux de télévision.

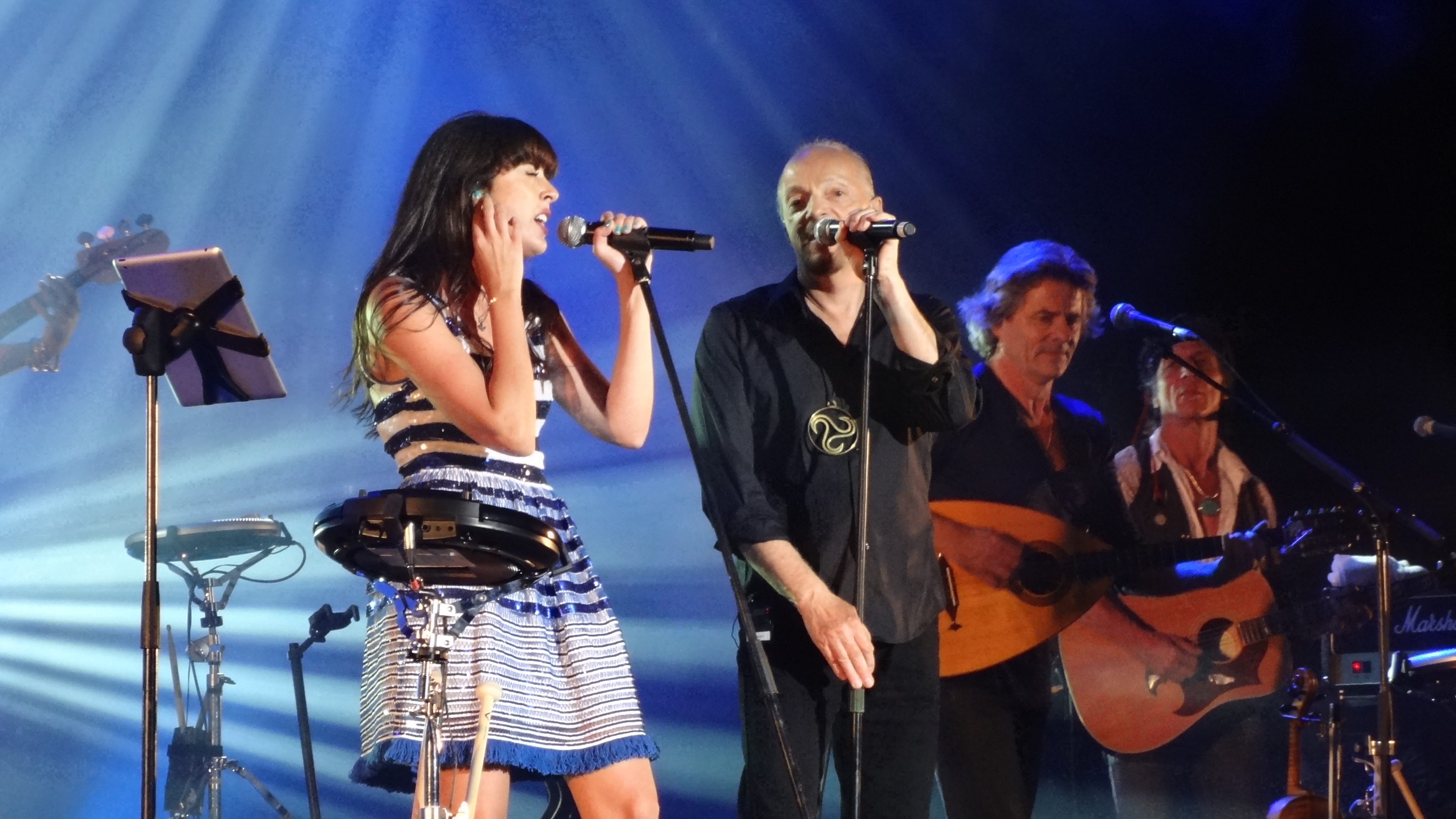
Interprétation de la chanson en duo par Nolwenn Leroy et Alan Stivell au festival de Colmar le 7 août 2012.

La « Gavotte de Lannilis » se danse sur l'air de la chanson. Le groupe Manau s'inspire de l'enregistrement d'Alan Stivell pour créer son titre La Tribu de Dana, mais sans demander l'accord à Alan Stivell ni préciser de qui provient l'arrangement. Il sample d'ailleurs au départ l'intro de harpe d'Alan Stivell, ce que ce dernier n'apprécie pas car c'est aussi le son de la première harpe celtique construite par son père.
À son tour, Nolwenn Leroy, qui la reprend sur son album Bretonne, l'interprète sur beaucoup de plateaux télé. La chanson est nommée aux NRJ Music Awards 2012 sur TF1 dans la catégorie « chanson francophone de l'année ». Aux Victoires de la musique sur France 2, elle l'interprète dans une version plus douce, proche de celle de Yann-Fañch Kemener et Didier Squiban, avec notamment Virginie Le Furaut à la harpe celtique, Robert Le Gall au violon et Frédéric Renaudin au piano.

## Paroles de l'une des versions
C'est la version enregistrée notamment par Alan Stivell au début des années 1970. D'autres versions, dont celle de Tri Yann, enregistrée à la même époque, sont plus longues. Le texte d'origine atteint quinze couplets.
« Tri martolod yaouank... la la la...

Tri martolod yaouank o voned da veajiñ (bis)
O voned da veajiñ, gê!

O voned da veajiñ (bis)
Gant 'n avel bet kaset... la la la...

Gant 'n avel bet kaset betek an Douar Nevez (bis)
Betek an Douar Nevez, gê!

Betek an Douar Nevez (bis)
E-kichen mein ar veilh... la la la...

E-kichen mein ar veilh o deus mouilhet o eorioù (bis)
O deus mouilhet o eorioù, gê!

O deus mouilhet o eorioù (bis)
Hag e-barzh ar veilh-se... la la la...

Hag e-barzh ar veilh-se e oa ur servijourez (bis)
E oa ur servijourez, gê!

E oa ur servijourez (bis)
Hag e c'houlenn ganin... la la la...

Hag e c'houlenn ganin pelec'h 'n eus graet konesañs (bis)
Pelec'h 'n eus graet konesañs, gê!

Pelec'h 'n eus graet konesañs (bis)
E Naoned er marc'had... la la la...

E Naoned er marc'had hor boa choazet ur walenn (bis)
Hor boa choazet ur walenn, gê

Hor boa choazet ur walenn (bis) »

### Traduction française: Trois marins
Trois jeunes marins tra la la...

Trois jeunes marins s’en allant voyager (bis)
S’en allant voyager,

S’en allant voyager (bis)
Conduits par le vent tra la la...

Conduits par le vent jusqu’à Terre Neuve (bis)
Jusqu'à Terre Neuve,

jusqu'à Terre Neuve (bis)
Près des pierres du moulin, tra la la...

Près des pierres du moulin ils ont mouillé l’ancre (bis)
Ils ont mouillé l'ancre, 

Ils ont mouillé l'ancre (bis)
Et dans ce moulin, tra la la...

Et dans ce moulin il y avait une servante (bis)
Il y avait une servante, 

Il y avait une servante (bis)
Et elle me demande, tra la la...

Et elle me demande où nous avions fait connaissance (bis)
Où nous avions fait connaissance, 

Où nous avions fait connaissance (bis)
À Nantes au marché, tra la la...

À Nantes au marché nous avions choisi un anneau (bis)
Nous avions choisi un anneau,

Nous avions choisi un anneau (bis)

## Interprétations
- Une ancienne version, nommée An tri-ugent martolod (Les soixante marins) est recensée par Polig Monjarret dans sa collection d'airs de biniou braz et chantée par sa femme Zaïg sur un disque sorti chez Mouez Breiz, accompagnée de Gérard Pondaven à l'accordéon.
- Le premier groupe à réinterpréter la chanson est An Namnediz (Tugdual Kalvez, Gwenola, Henri Landreau, Luc Thénaud) sur le disque Sevel E Vouezh, premier groupe de folk-song breton au début des années 1960 (guitares, basse, banjo, violon, flûtes, guimbardes, harmonica), et le premier à utiliser un instrument électrifié[4].
- L'interprétation restée mythique est celle d'Alan Stivell lors de son concert à l'Olympia en 1972, enregistrée sur l'album live À l'Olympia et sur un 45 tours sorti quelques mois avant (avec The King of the Fairies).
- À la suite d'Alan Stivell mais avec un arrangement différent, les Tri Yann vont l'enregistrer sur leur premier disque, Tri Yann an Naoned (« Les trois Jean de Nantes »), sorti fin 1972.
- En septembre 1993, Alan Stivell sort l'album Again où il reprend Tri martolod dans une interprétation plus rock, accompagné du chanteur des Pogues Shane MacGowan et de Laurent Voulzy aux chœurs. L'interprétation qu'il offre lors de son passage aux Vieilles Charrues à Carhaix, entouré par les frères Guichen, est enregistrée et visible dans son DVD Parcours (Fox-Pathé). Dans son DVD 40th Anniversary Olympia 2012, la chanson est présente avant l'hymne breton final.
- En 1994, le groupe Deep Forest reprend la chanson, mise à la mode techno dans sa création Dao Dezi.
- En 1995, Yann-Fañch Kemener interprète l'air dans une version acoustique, accompagné du pianiste Didier Squiban.
- En 1998, les rappeurs du groupe celtique Manau l'incorporent à leur chanson La Tribu de Dana, qui devient un tube en France[5]. Cette version s'inspire de l'arrangement et de l'orchestration d'Alan Stivell. Le single se vend à 1 700 000 exemplaires et obtient trois nominations aux Victoires de la musique[6].
- En 1999, elle est interprétée par les célèbres musiciens de Bretagne, Alan Stivell, Tri Yann, Gilles Servat, Dan Ar Braz et l'Héritage des Celtes, lors du spectacle Bretagnes à Bercy qui donne lieu à un enregistrement audio et vidéo.
- En 2000, le groupe polonais Shannon (pl) l'enregistre sur son album éponyme.
- En 2003, la chanson est interprétée par la chanteuse québécoise Claire Pelletier dans son album En concert au St-Denis
- En 2003, le chanteur breton-belge Gérard Jaffrès l'interprète sur son album Viens dans ma maison.
- En 2005, la formation Ryczące Shannon (pl) enregistre sa version en polonais sur son premier album Ryczące Shannon Project et y ajoute des cornemuses autour de la guitare électrique.
- En 2008, elle est enregistrée en russe sur le single Tebya Jdala (Тебя Ждала, Je vous attendais) de la chanteuse Nachalo Veka accompagnée de la harpiste Hellawes (Хелависа), comprenant une version instrumentale aux arrangements folk-rock[7].
- Le groupe de folk metal/death metal mélodique suisse Eluveitie s’en est aussi inspiré pour faire la chanson Inis Mona incluse à leur album Slania, sorti en 2008.
- En 2008, la chanson que fredonnent François Morel et Christophe Alévêque au début du film Fool Moon est Tri martolod (source : générique).
- En 2008 le groupe de rock breton Daonet a également intégré ce titre avec une version aux arrangements plus rock et des paroles également adaptées sur son CD Rok a raok.
- En 2009, il est repris en version folk hongrois par le musicien Arany Zoltán et en version russe par le groupe Кукара4а freedom[8]
- En 2010, Nolwenn Leroy l'interprète sur son album Bretonne et lors de sa tournée 2011-2012 (enregistré en concert à Brest en duo avec Alan Stivell)[9], puis lors de sa tournée suivante, enregistrée à Saint-Brieuc pour son DVD.
- En 2011, elle est reprise par Les Marins d'Iroise sur leur CD éponyme avec le titre Tri Martelod Yaouank et par le groupe allemand Santiano sur leur CD éponyme avec le titre Tri Martelod avec une introduction en allemand (Drei Matrosen)[10].
- En 2011, André Rieu l'enregistre avec l'Orchestre Johann Strauss sur son album Dansez maintenant ![11].
- En 2011, le groupe de folk metal médiéval allemand Dunkelschön interprète la chanson lors de ses tournées et sur son album Zauberwort.
- En 2012, les Chœurs de l'Armée rouge interprètent la chanson pour leur venue en France[12].
- En 2013, il est interprété pour la première fois en tahitien dans le cadre du Tahiti Guitare Festival, avec la compagnie tahitienne Tamariki Poerani et le duo breton Jean-Charles Guichen & Claire Mocquard[8].
- En 2013, Olli and the Bollywood Orchestra l'enregistre sur l'album Olli goes to Bollywood, chantée pour la première fois en hindi sur des sonorités indiennes, nommée Teen Aazaad Naavik.
- En 2014, le groupe de folk espagnol Faitissa l'enregistre sur l'album Terra aviatica et les suisses d'Eluveitie s'en inspirent une nouvelle fois dans le morceau Celtos de l'album Origins.
- En 2015, Jean Marc Ceccaldi enregistre sur l'album Scelta Celta une version corse Tré Marinari
- En 2017 la nouvelle chanteuse du groupe suisse Eluveitie, Fabienne Erni, propose une interprétation qui se rapproche de celle de Nolwenn Leroy dans l'album Evocation II (Ogmios).
- En 2018, le DJ néerlandais Adaro en fait une version électro intitulée Flame Up High.
- En 2019, l'Ensemble chorale du Bout du monde, dirigé par Christian Desbordes, l'intègre à son album Stér an dour (le sens de l’eau)[13].
- En 2020, le DJ néerlandais Dr. Peacock reprend le fameux chant traditionnel breton dans une version frenchcore intitulée tout simplement Tri Martolod[14].
- En 2021, le groupe anglais The Longest Johns le reprend sur Contre vents et marées (re-release de l'album Between Wind and Water incluant trois titres français)
- En 2022, la mélodie est utilisée dans le titre Dans la cité par DJ Bens, Dadinho, Kofs et RK.